# Sarit Thanarat
Sarit Thanarat (también escrito Dhanarajata; tailandés: สฤษดิ์ธนธรธต์, IPA: [sà.rìt tʰá.ná.rát]; 16 de junio de 1908 - 8 de diciembre de 1963) fue un oficial tailandés que organizó un golpe de Estado en 1957, reemplazando a Plaek Phibunsongkhram como primer ministro de Tailandia hasta su muerte en 1963. Nació en Bangkok, pero creció en la ciudad natal de su madre, en el noreste de Tailandia, donde predominantemente domina la etnia Isan. Su padre, el comandante Mom Chao Ruangdetanan (nombre de nacimiento Thongdi Thanarat), fue un oficial del ejército de carrera conocido por sus traducciones al tailandés de la literatura camboyana.

## Carrera militar
Sarit Thanarat fue educado en una escuela del monasterio e ingresó en la Real Academia Militar de Chulachomklao en 1919, sin completar sus estudios militares hasta 1928, después de lo cual se le encargó como segundo teniente. Durante la Segunda Guerra Mundial, se desempeñó como comandante de un batallón de infantería y participó en la invasión y ocupación de los Estados Shan en Birmania. A diferencia de muchos de sus compañeros oficiales, Sarit no fue dado de alta al final de la guerra. En cambio, fue promovido para comandar el 1er Regimiento de Infantería de la División de Guardias con sede en Bangkok.  Como coronel, desempeñó un papel destacado en el golpe militar de 1947 que derrocó al gobierno del primer ministro Thawan Thamrongnawasawat, un protegido de Pridi Phanomyong, reinstalando al depuesto mariscal de campo Luang Phibunsongkram como primer ministro. A partir de entonces, Sarit se interesó por la política. Se convirtió en comandante del Real Ejército de Tailandia en 1954.

## El golpe
El 13 de septiembre de 1957, Sarit le entregó a Phibun el ultimátum del ejército. El ultimátum, firmado por 58 oficiales del ejército, exigía la renuncia del gobierno. El público apoyó el ultimátum de Sarit.
El 15 de septiembre, se celebró una reunión pública en Hyde Park para protestar por Phibun y su gobierno. La multitud, que creció rápidamente en número, marchó a la residencia de Sarit para mostrar su apoyo a las demandas del ejército. Como Sarit no estaba en casa, la multitud procedió a irrumpir en el complejo del gobierno donde pronunciaron discursos de condena al gobierno. Más tarde, los manifestantes regresaron a la casa de Sarit, donde él estaba esperando para dirigirse a ellos. En su discurso, Sarit dijo: "En nombre del ejército y los diputados de la segunda categoría, he llevado a cabo mis actividades basadas en la voluntad popular y los intereses de la gente: vienes aquí me da apoyo moral para continuar".

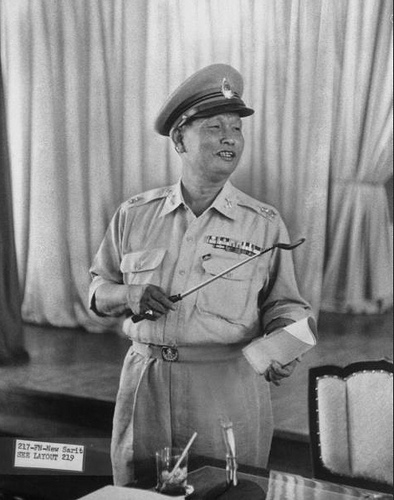
Sarit Thanarat antes de 1963

A la mañana siguiente, Sarit y su ejército organizaron un golpe de Estado. En menos de una hora, el ejército logró capturar puntos estratégicos sin resistencia. Para identificarse, las fuerzas de Sarit llevaban brazaletes blancos como un signo de pureza. Phibun huyó inmediatamente del país y Phao fue deportada a Europa. Así comenzó el gobierno de Sarit.